# Шамалганський сільський округ
Шамалга́нський сільський округ (каз. Шамалған ауылдық округі, рос. Шамалганский сельский округ) — адміністративна одиниця у складі Карасайського району Алматинської області Казахстану. Адміністративний центр — село Шамалган.
Станом на 1989 рік існувала Чемолганська сільська рада (села Айким, Єнбекші, Кумарал, Сауинши, Таскин, Уштерек, Чемолган). 2010 року Шамолганський сільський округ перейменовано в Ушконирський сільський округ. 2013 року був утворений Айтейський сільський округ із села Айтей Каскеленської міської адміністрації та сіл Єнбекші, Кумарал, Сауинши, Уштерек Ушконирського сільського округу. 2017 року округ отримав сучасну назву
Населення — 28660 осіб (2021; 13074 у 2009, 10032 у 1999, 8455 у 1989).

## Склад
До складу округу входять такі населені пункти:
| Населений пункт | Населення, осіб (1989) | Населення, осіб (1999) | Населення, осіб (2009) | Населення, осіб (2021) |
| --------------- | ---------------------- | ---------------------- | ---------------------- | ---------------------- |
| Айким, село     | 109                    | 19                     | 88                     | 16                     |
| Шамалган, село  | 8346                   | 10013                  | 13616                  | 28644                  |